# Gornji Bogićevci
Gornji Bogićevci (do roku 1991 Gornji Bogičevci, srbsky Горњи Богићевци) jsou vesnice a správní středisko stejnojmenné opčiny v Chorvatsku v Brodsko-posávské župě. Nachází se asi 11 km západně od Nové Gradišky, 14 km severně od bosenského města Gradiška, 21 km jihovýchodně od Lipiku, 22 km jihovýchodně od Novské a asi 66 km severozápadně od Slavonského Brodu. V roce 2011 žilo ve vesnici 699 obyvatel, v celé opčině pak 1 975 obyvatel.
Součástí opčiny je celkem šest trvale obydlených vesnic.
- Dubovac – 378 obyvatel
- Gornji Bogićevci – 699 obyvatel
- Kosovac – 220 obyvatel
- Ratkovac – 208 obyvatel
- Smrtić – 292 obyvatel
- Trnava – 178 obyvatel

Opčinou prochází státní silnice D5 a župní silnice Ž4154 a Ž4158. Jižně prochází dálnice A3.